# Viverrins
|  | No s'ha de confondre amb Gos viverrí. |

Viverrinae és la més gran de les quatre subfamílies de la família dels vivèrrids, i engloba les genetes, algunes civetes asiàtiques, i els dos linsangs africans. Està formada per un total de 22 espècies, que representen dues terceres parts del total dels vivèrrids.
La majoria de membres de Viverrinae viuen exclusivament a l'Àfrica, amb l'excepció de la geneta comuna, la qual es troba també a Europa, i les cinc civetes dels gèneres Viverra i Viverricula, les quals viuen a l'Índia i al sud-est asiàtic. Els seus hàbitats favorits són les praderies, les sabanes, les muntanyes i les selves tropicals.

## Característiques
Els vivèrrids es troben entre les famílies primitives dels carnívors, amb esquelets molt similars als dels fòssils que daten de l'Eocè, amb fins a 50 milions d'antiguitat. Presenten formes variades, però que generalment recorden els gats. La majoria tenen urpes retràctils o parcialment retràctils, un os al penis (característic de molts mamífers), i una glàndula odorífera anal.
Les mides dels Viverrinae varien dels 33 centímetres i els 650 grams dels linsangs africans fins als 84 centímetres i els 18 quilos de pes de la civeta africana.
Són animals nocturns i, generalment, solitaris, amb una excel·lent oïda i vista. Malgrat pertànyer a l'ordre Carnivora, són omnívors. Com a reflex d'això, les seves dents carnisseres estan relativament subdesenvolupades.

## Classificació
Sembla probable que els linsangs africans estiguin estretament relacionats amb la geneta, encara que la col·locació d'aquests grups amb relació a les civetes Viverrinae sigui incerta.

### Espècies
- Subfamília Viverrinae
  - Gènere Civettictis

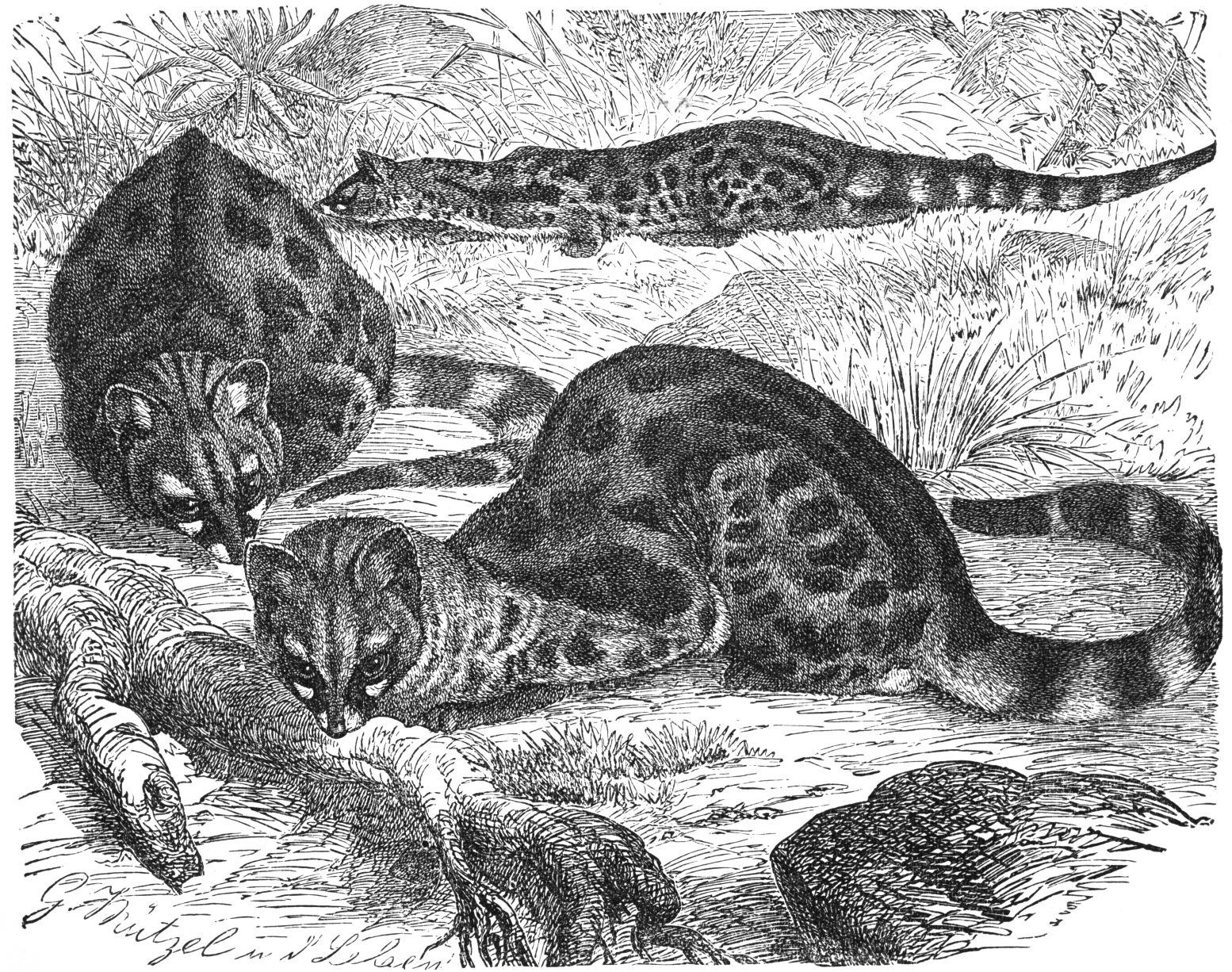
Il·lustració d'una geneta

    - Civeta africana (Civettictis civetta)

  - Gènere Genetta
    - Geneta d'Etiòpia (Genetta abyssinica)
    - Geneta d'Angola (Genetta angolensis)
    - Geneta de Bourlon (Genetta bourloni)
    - Geneta crestada (Genetta cristata)
    - Geneta comuna (Genetta genetta)
    - Geneta de Johnston (Genetta johnstoni)
    - Geneta rubiginosa (Genetta maculata)
    - Geneta pardina (Genetta pardina)
    - Geneta aquàtica (Genetta piscivora)
    - Genetta poensis
    - Geneta servalina (Genetta servalina)
    - Geneta de Villiers (Genetta thierryi)
    - Geneta tacada (Genetta tigrina)
    - Geneta gegant (Genetta victoriae)

  - Gènere Poiana
    - Linsang de Leighton (Poiana leightoni)
    - Linsang africà (Poiana richardsonii)

  - Gènere Viverra
    - Civeta de Malabar (Viverra civettina)
    - Civeta tacada (Viverra megaspila)
    - Civeta malaia (Viverra tangalunga)
    - Civeta grossa de l'Índia (Viverra zibetha)

  - Gènere Viverricula
    - Civeta petita de l'Índia (Viverricula indica)